# Torrecampo
Torrecampo est une ville d’Espagne, dans la province de Cordoue, communauté autonome d’Andalousie.

## liens externes
- http://antoniopastorbobadilla.blogspot.com.es/search/label/Torrecampo